# Journal des tribunaux d'Outre-mer
 (décembre 2018).
Le Journal des tribunaux d’Outre-mer, est un périodique juridique colonial publié et édité à Bruxelles par la Maison d'édition Larcier durant la période de la colonisation belge du Congo entre 1950 et 1961. 
Il s'inscrit dans la lignée d’autres revues de droit colonial existantes, comme la Revue juridique du Congo belge, le Bulletin des juridictions indigènes, Belgique coloniale et Commerce international. Il a pour but d’assurer la publicité du droit exercé sur le territoire colonial belge.

## Historique
Le Journal des tribunaux d'Outre-mer émane de l'institution du Journal des tribunaux créé en 1881 par Edmond Picard. Il se conçoit à l’origine comme un journal destiné au peuple qui publiait de façon irrégulière, au gré de l’actualité, et notamment des procès. Il comprenait trois rubriques : la doctrine, la jurisprudence et la chronique judiciaire. Aujourd’hui ce journal est publié hebdomadairement et est considéré comme un journal juridique à vocation généraliste.
À partir de l’été 1949, Antoine Sohier entreprit avec Léon Goffin et Marcel Mayné un projet visant à insérer un volet colonial dans le journal des Tribunaux. Ce dernier, abritant déjà des rubriques « métropolitaines » ne pouvait considérer les aspects spécifiques liés aux colonies. C’est ainsi que le Journal des tribunaux d’Outre-mer vu le jour. 
Le 15 juin 1950, le premier Journal des tribunaux d’Outre-mer est publié. Il le sera par la suite de manière mensuelle tous les 15 du mois. À la fin de chaque année, une table des matières est annexée. Le 15 juillet 1960, Antoine Sohier écrit que le journal des tribunaux d'Outre-mer est reconnu unanimement comme étant une revue possédant un intérêt scientifique.  
Entre 1951 et 1960, le Journal des tribunaux d’Outre-mer paru comme à son habitude mais l'impression est interrompue à partir du 15 juillet 1960 en raison notamment de l’indépendance du Congo. Après 10 ans d'existence, le journal connait un coup d'arrêt. Deux numéros seront encore publiés à intervalle d'un an, le 15 décembre 1960 et 1961. Ses rédacteurs restent néanmoins optimistes quant à l’avenir du journal.
Six mois après l'interruption des publications, la situation du Congo reste instable. En 1961, un appel est lancé par le journal, afin de tendre à sa pérennité : « Le présent numéro n’est pas, ne saurait être, l’assurance que le J. T. O. recommence à paraître avec une périodicité régulière. (…) Il est une carte de visite indiquant que nous restons présents et que notre activité se poursuivra. Nous lançons un appel à tous ceux qui s’occuperont de la justice au Congo : envoyez-nous, comme par le passé, des jugements, des études, des suggestions ».
Les rédacteurs n'ayant plus assez de ressources nécessaires à la parution du Journal, en raison de la situation du Congo, abandonnèrent ce projet. À ce jour, les deux derniers numéros de ce Journal des tribunaux d'Outre-mer sont ceux du 15 décembre 1960 et de 1961.

## Vocation
Le Journal des tribunaux d'Outre-mer a pour but « d'apporter une large documentation sur tous les problèmes du droit colonial, l'état de la jurisprudence, le développement de la législation mais aussi, par des échos, des croquis, de montrer la vie des juridictions africaines, ainsi que faire connaitre leurs magistrats et leurs barreaux et participer à un développement d'un droit » .  Par « leur étude approfondie du droit et de ces lacunes ainsi que par la recherche, par une discussion juridique et une élaboration d'une doctrine s'inspirant des principes du droit », ils espèrent pouvoir donner une plus grande importance au droit colonial. 
Celui-ci veut aussi établir avec les magistrats et le barreau d'Outre-mer « des liens, des amitiés, des communions de vues et d'efforts »  dans un souci de combler la distance entre le monde de la métropole et celui de la colonie. Les éditeurs de ce journal tendent, de plus, à montrer l'importance qu'a le droit dans l'organisation et le développement du Congo et rendent dès lors hommage à ceux qui accomplissent les tâches judiciaires au Congo. 
La revue s'adresse à un large public. Tout d'abord aux indigènes : elle veut aider l'Afrique en proposant diverses réformes visant notamment à supprimer « les discriminations raciales dans la justice répressive et dans l'organisation judiciaire, en essayant de former des Africains afin qu'ils participent à la justice, en formant des tribunaux indigènes, .... ». Néanmoins, elle n'a pas vocation à ne s'adresser qu'à des « colonisés ». La revue a également pour visée d'être « utile pour tous les juristes belges » en ce que « les lois congolaises s'inspirent des lois de la métropole ». Elle a aussi vocation à s'adresser à  « tous les Belges cultivés »   en leur permettant un enrichissement de connaissance dans toutes les branches du droit et la défense d'une justice saine.

## Comité de rédaction

### Président
On retrouve à la tête de ce comité, durant l'ensemble de la durée de publication de la revue, Antoine Joseph Sohier (1885-1963), un juriste qui a occupé des charges importantes, en Belgique au cours de sa vie, notamment celle de premier président de la Cour de Cassation mais aussi au Congo. Il a été tour à tour procureur général honoraire auprès de la cour d'appel d'Elisabethville (Lubumbashi), Membre de l'Académie Royale des Sciences d'Outre-Mer, Conseiller colonial et du Conseil législatif. Il fut également l'instigateur de la création d'une série de revues juridiques portant sur le droit colonial et coutumier congolais et un rédacteur important de doctrine à ce sujet,.

### Membres
Le comité est composé à l'origine des membres suivants, qui pour la plupart ont brigué des charges importantes dans l'ordre juridique au Congo pendant la période coloniale :
- Charles Van Reepinghen, qui n'intervient que dans le premier numéro en sa qualité de directeur[3] du Journal des Tribunaux[9].
- Jean-Pierre-Désirée Jentgen (1884-1959) qui fut directeur général honoraire au Ministère des Colonies, auditeur du Conseil colonial[10] et collabora à la revue de 1950 à 1958.
- Léon Bours qui collabora à la revue sur l'ensemble de la durée de publication.
- André Durieux qui collabora à la revue sur l'ensemble de la durée de publication.
- Paul-Marie-Joseph Alexandre-Ghislain Fontainas (1881-1964) qui fut ingénieur, professeur et administrateur de Sociétés, membre et ancien Président de l'Académie royale des Sciences d'Outre-Mer[11] et qui collabora à la revue sur l'ensemble de la durée de publication.
- Guy Malengreau (1911-2002) qui fut professeur à l'université catholique de Louvain et cofondateur du Louvanium[12] et collabora à la revue sur l'ensemble de la durée de publication.
- P. Mineur qui collabora à la revue sur l'ensemble de la durée de publication.
- Paul Léon Marie Joseph Armand Orban (1884-1972) qui fut magistrat, fonctionnaire, avocat, homme d'affaires et Conseiller de législation et ce en partie sur le territoire congolais[13] et collabora à la revue sur l'entièreté de la durée de publication.
- Jean Vindevoghel qui collabora à la revue sur l'ensemble de la durée de publication.
- Maurice-Charles-Auguste Verstraete (1891-1961) qui fut docteur en droit, magistrat, professeur à l'Université coloniale (Institut universitaire des territoires d'Outre-mer), et associé de l'Académie royale des sciences d'Outre-mer[14]. Il se joint au comité en 1953 et y restera jusqu'à l'arrêt des publications.
- L. De Waersegger, se joint au projet en 1959 et collabora à la revue jusqu'à la fin des publications.
- Marcellin-Auguste-Mélanie Raë (1902-1969) qui fut président de la Cour d'Appel de Léopoldville, associé de l'Académie royale des Sciences d'Outre-Mer et qui collabora à la revue de 1959 jusqu'à l'arrêt des publications.

On retrouve également au titre de membres secrétaires pendant l'ensemble de la période de publication Léon Goffin et Marcel Mayné.
Ce comité demandera ponctuellement de l'aide à ses lecteurs (et surtout aux magistrats parmi ceux-ci) afin de rassembler notamment des décisions de jurisprudence et enrichir son contenu.

## Structure

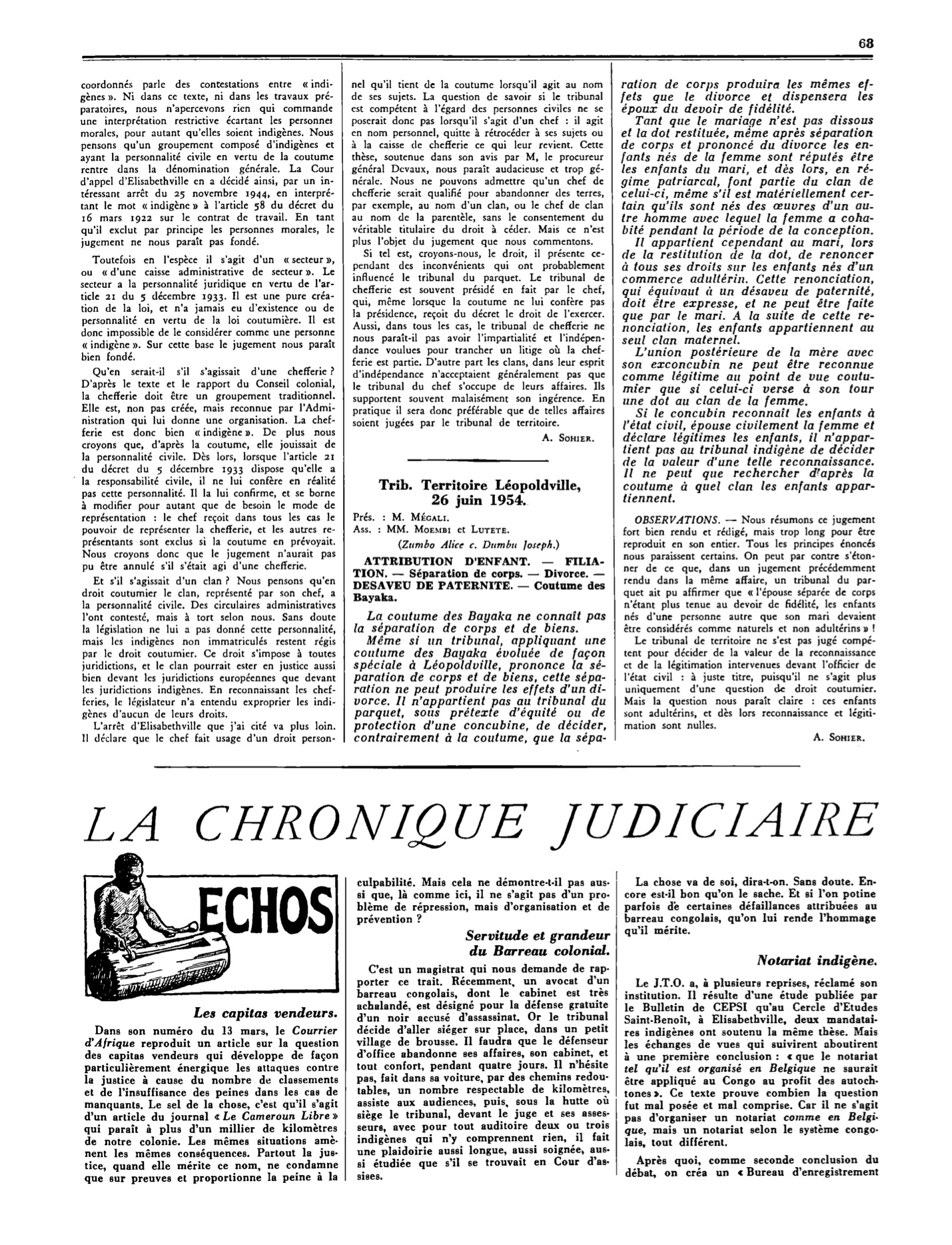
Partie « Chronique judiciaire »dans le journal des tribunaux d'Outre-mer du 15 avril 1955.

La structure du Journal des tribunaux d'Outre-mer adopte toujours l'ordre suivant :

### Doctrine
Dans l'ordre de présentation, c'est la première rubrique. Elle n'est cependant pas présente dans tous les périodiques et sera d'ailleurs rapidement amenée à disparaître à partir du deuxième périodique de 1953 jusqu'à la dernière parution. Cette rubrique est un commentaire sur un sujet d'actualité juridique au Congo belge (l'emploi des langues en justice, les mutations du droit minier,...).

### Jurisprudence
Rendues par les tribunaux -pour la plupart- dans l'année précédant l'apparition du nouveau journal et accompagnées d'une note d'observation. La rubrique « jurisprudence » connaît des décisions rendues tant par les juridictions belges que les juridictions indigènes. Les décisions rendues par les tribunaux civils ne sont que très peu présentes : En effet, on relève par exemple en 1947 que le Tribunal du Centre d’Élisabethville n'a statué que dans 98 affaires civiles contre 1015 affaires pénales. Il est vraisemblable qu'au point de vue civil, on devait avoir fréquemment recours à un arbitrage.

### Chronique judiciaire

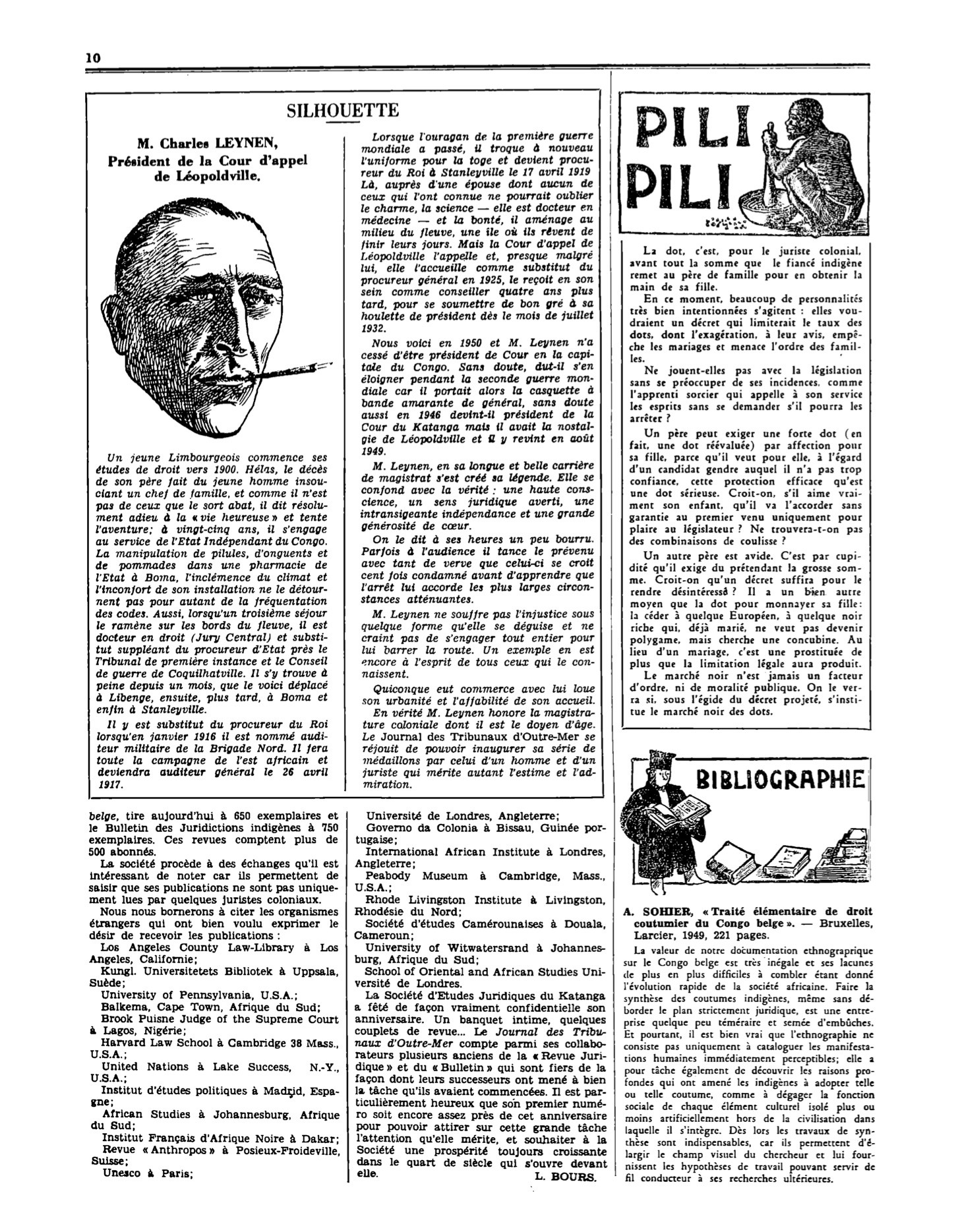
Partie « Stèle, Pili-Pili et Bibliographie » dans le Journal des tribunaux d'Outre-Mer du 15 janvier 1950.

La chronique judiciaire a pour but d'informer le lecteur sur les tendances juridiques  : cela passe par des notes de jurisprudence, du droit pénal, du droit coutumier mais aussi l'actualité législative,...

### Stèle/silhouette
La rubrique stèle ou silhouette a pour objectif de rendre hommage à un éminent avocat, magistrat ou autre acteur du droit colonial. Le nom de la rubrique différait : Stèle pour un hommage dédié à un défunt, silhouette pour un vivant. L'hommage consiste en de courtes biographies encensées entourant un dessin représentant la dite personnalité.

### Pili-pili
C'est une rubrique spécifique à la colonie, une brève chronique de l'une ou l'autre coutume africaine qui concerne le Congo et ses justiciables. Les coutumes faisant partie du droit indigène, cette rubrique permet au lecteur de se familiariser avec celui-ci.

### Bibliographie

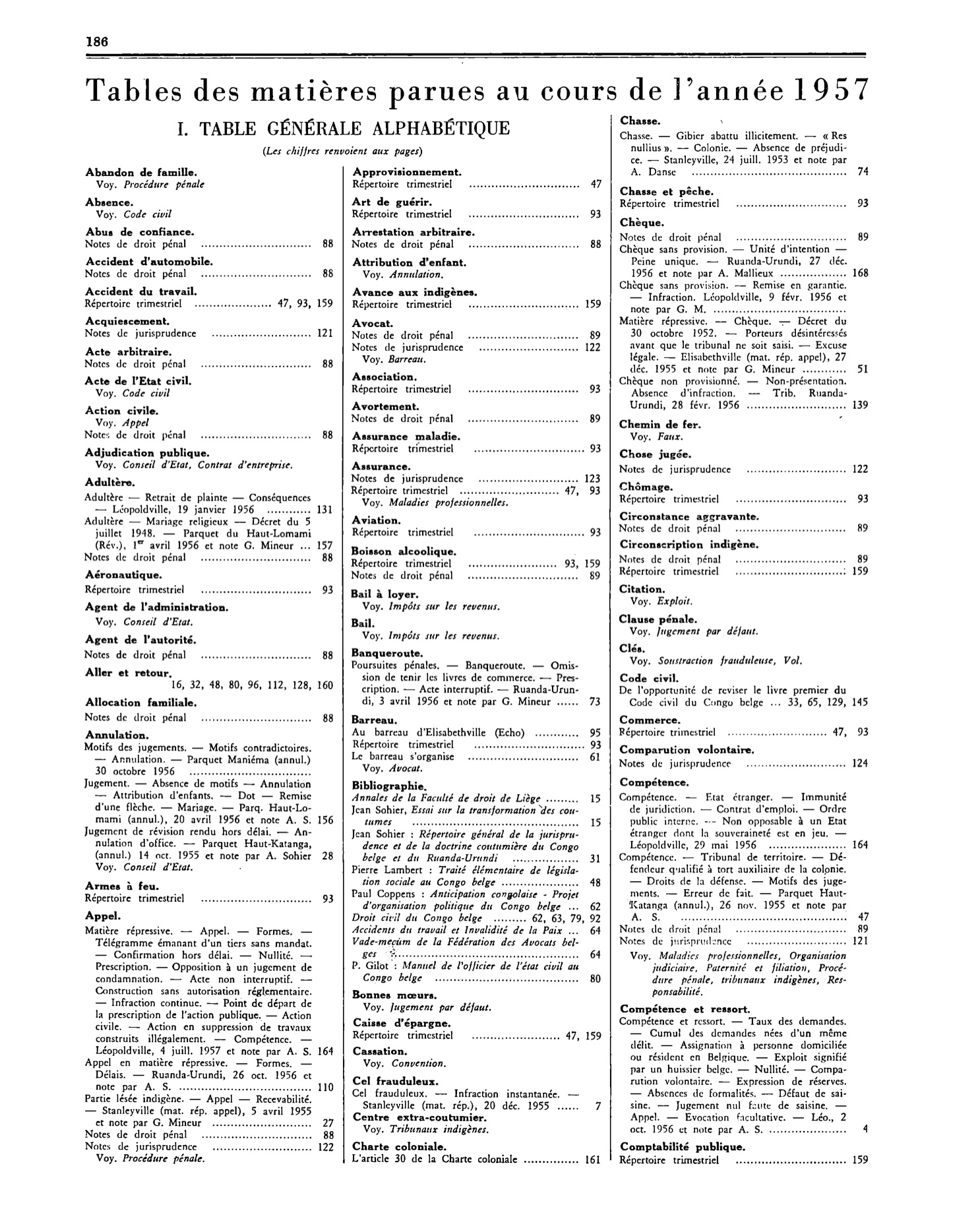
Partie « Tables des matières » dans le journal des tribunaux d'Outre-mer du 15 décembre 1957.

### Échos
La rubrique est une chronique d'actualité congolaise, concernant souvent les activités du Congrès du Congo ou des événements se passant sur ce territoire. La rubrique propose notamment des condoléances pour certains juges, elle annonce parfois des publications d'études, elle félicite des thèses publiées par des juristes, elle répond à certains commentaires reçus tels le prix de l'abonnement, elle lance des appels aux juristes des colonies, …

### Aller-retour
Cette rubrique aller-retour reprend les noms d'une série de juristes qui se sont vu octroyer un congé en Belgique. Il arrive parfois que cette rubrique ne figure pas.

### Divers
On trouve par ailleurs des rubriques tierces comprenant une actualité sur la situation économique d'entreprises belges au Congo. La rubrique précise également à certaines reprises des arrêtés de Conseil d'administration, des contres-rendus des Conseils d'administration et d'assemblées d'actionnaires. Elle comprend aussi de la comptabilité d'entreprise et des obligations avec coupons. 

### Tables des matières
À la fin de chaque année, parait dans le dernier volume une table des matières générale classée par ordre alphabétique. Seule l'année 1950 ne dispose pas de table des matières. Celle-ci est reprise dans le dernier volume de l'année 1951. Il y a aussi une table « des parties, des chroniques des décisions de jurisprudence ainsi qu’une table concernant les articles, commentaires, notes et chroniques classés par noms d’auteurs y sont présentées ».

## Caractéristiques générales
123 numéros sont parus entre le 15 juillet 1950 et le 15 décembre 1961 par la Maison d'édition Ferdinand Larcier. Le journal des tribunaux d’Outre-mer (abrégé J.T.O.M.) sort tous les quinze du mois à partir du 15 juillet 1950 et s'interrompant définitivement le 15 décembre 1961. 

### Dimensions
- Couvertures : 31 × 24 cm
- Pages : 30,5 × 23,5 cm
- Articles : 3 colonnes : 27,5 × 20 cm